# Hol-Heroultov proces
Hol-Heroultov proces je glavni industrijski proces za topljenje aluminijuma. On uključuje rastvaranje aluminijum oksida (alumine) (koji se najčešće dobija iz boksita, glavne rude aluminijuma, kroz Bajerov proces) u rastopljenom kriolitu i elektrolizom u kupatilu sa rastopljenom soli, obično u namenski izgrađenoj ćeliji. Hol-Heroultov proces koji se primenjuje u industrijskoj skali odvija se na 940–980 °C (1700 do 1800 °F) i proizvodi 99,5–99,8% čistog aluminijuma. Recikliranje aluminijuma ne zahteva elektrolizu, tako da se ne tretira na ovaj način.
Pošto Hol-Heroultova obrada troši veliku električnu energiju i njena faza elektrolize stvara mnogo ugljen dioksida i jedinjenja fluorougljenika kao nusproizvode, ona doprinosi zagađenju vazduha kao i klimatskim promenama.

## Proces

### Poteškoće
Elementarni aluminijum se ne može proizvesti elektrolizom vodenog rastvora soli aluminijuma, jer hidronijum joni lako oksidiraju elementarni aluminijum. Iako se umesto toga može koristiti rastopljena so aluminijuma, aluminijum oksid ima tačku topljenja od 2072 °C (3762 °F), tako da je elektroliza nepraktična. U Hol-Heroultovom procesu, glinica, Al2O3, se rastvara u rastopljenom sintetičkom kriolitu, Na3AlF6, da bi se snizila tačka topljenja radi lakše elektrolize. Izvor ugljenika je generalno koks (fosilno gorivo).

### Teorija
U Hal-Heroultovom procesu sledeće pojednostavljene reakcije se odvijaju na ugljenim elektrodama:
Katoda:
Anoda:
Sveukupno:
U stvarnosti, mnogo više CO2 se formira na anodi nego CO:
Čisti kriolit ima tačku topljenja od 1009±1 °C (1848 °F). Sa malim procentom glinice rastvorenog u njemu, njegova tačka topljenja pada na oko 1000 °C (1832 °F). Osim što ima relativno nisku tačku topljenja, kriolit se koristi kao elektrolit jer, između ostalog, dobro rastvara glinicu, provodi električnu energiju, elektrolitički disocira na većem naponu od glinice, a takođe ima nižu gustinu od aluminijuma na temperaturama neophodnim za elektrolizu.
Aluminijum fluorid (AlF3) se obično dodaje u elektrolit. Odnos NaF/AlF3 naziva se odnos kriolita i on je 3 u čistom kriolitu. U industrijskoj proizvodnji, AlF3 se dodaje tako da je odnos kriolita 2–3 da bi se dodatno smanjila tačka topljenja, tako da se elektroliza može odvijati na temperaturama između 940 i 980 °C (1700 do 1800 °F). Gustina tečnog aluminijuma je 2,3 g/ml na temperaturama između 950 i 1000 °C (1750 ° do 1830 °F). Gustina elektrolita treba da bude manja od 2,1 g/ml, tako da se rastopljeni aluminijum odvaja od elektrolita i pravilno slegne na dno ćelije za elektrolizu. Pored AlF3, mogu se dodati i drugi aditivi kao što je litijum fluorid da bi se promenila različita svojstva (tačka topljenja, gustina, provodljivost itd.) elektrolita.
Smeša se elektrolizuje propuštanjem jednosmerne struje niskog napona (ispod 5 V) od 100–300 kA kroz nju. Ovo uzrokuje taloženje tečnog aluminijuma na katodi, dok se kiseonik iz glinice kombinuje sa ugljenikom iz anode i proizvodi uglavnom ugljen-dioksid.
Teoretski minimalni energetski zahtev za ovaj proces je 6,23 kWh/(kg Al), ali proces obično zahteva 15,37 kWh.

## Literatura
- Grjotheim, U and Kvande, H., Introduction to Aluminium Electrolysis. Understanding the Hall–Heroult Process, Aluminium Verlag GmbH, (Germany), 1993, pp. 260.
- Prasad, Shiva (2000). „Studies on the Hall-Heroult Aluminum Electrowinning Process”. Journal of the Brazilian Chemical Society. 11 (3): 245—251. doi:10.1590/S0103-50532000000300008 .